# Грег Джонстон (хокеїст)
Грегорі Нельсон Джонстон (англ. Gregory Nelson Johnston; нар. 14 січня 1965, Беррі) — канадський хокеїст, що грав на позиції правого нападника.

## Ігрова кар'єра
Професійну хокейну кар'єру розпочав 1985 року.
1983 року був обраний на драфті НХЛ під 42-м загальним номером командою «Бостон Брюїнс».
Протягом професійної клубної ігрової кар'єри, що тривала 18 років, захищав кольори команд «Бостон Брюїнс», «Торонто Мейпл-Ліфс», «Ізерлон Рустерс», «Кассель Хаскіс», «Берлін Кепіталс», МОДО та «Мюнхен Баронс».
Загалом провів 209 матчів у НХЛ, включаючи 22 гри плей-оф Кубка Стенлі.